# Файстриц-бай-Книттельфельд
Файстриц-бай-Книттельфельд (нем. Feistritz bei Knittelfeld) — коммуна в Австрии, в федеральной земле Штирия. 
Входит в состав округа Книттельфельд.  Население составляет 704 человека (на 31 декабря 2005 года). Занимает площадь 9,93 км². Официальный код  —  60 902.

## Политическая ситуация
Бургомистр коммуны — Петер Ринг (СДПА) по результатам выборов 2005 года.
Совет представителей коммуны (нем. Gemeinderat) состоит из 9 мест.
- СДПА занимает 6 мест.
- АНП занимает 3 места.